# Ki Sung-yueng
Ki Sung-yueng (en coreano: 기성용; Gwangju, 24 de enero de 1989) es un futbolista surcoreano que juega como centrocampista en el F. C. Pohang Steelers de la K League 1.
Conocido por su visión de juego y técnica, así como por la precisión en jugadas a balón parado y pases, lo llevó a ser considerado una de las mejores promesas del fútbol de Corea del Sur junto con su compañero de selección Lee Chung-Yong. Esta dupla de jugadores es conocida como «Ssang Yong (Doble Dragón)»". Su forma de jugar le ha valido los sobrenombres de «Gerrard coreano», «Kirrard» o «David Ki».

## Inicio
En 2001, Ki fue enviado a Australia por su padre, creyendo que podía jugar al fútbol y aprender a hablar Inglés. Él jugó la mayor parte de su carrera con los juveniles del John Paul College en Brisbane en el BSP (Programa Brain Soccer) supervisado por Jeff Hopkins. Formó parte del equipo que ganó la Nacional Sub-15 (Bill Turner Cup) por John Paul College en 2004. Ki recibió ofertas en 2005 de Corea del club FC Seúl y también en la A-League, del club Brisbane Roar, pero decidió regresar a Corea del Sur para continuar su carrera. Desde entonces, Ki domina con fluidez el inglés.

## Trayectoria

### F. C. Seoul
Ki regresó a Corea y se unió al FC Seúl, donde jugó con su amigo Lee Chung-Yong. Fue miembro del banco en el último partido de la K-League en 2006, pero no entró. Bajo Senol Gunes, hizo su debut con el equipo absoluto en 2007.
Durante la temporada 2008, Ki reforzó su posición como un factor clave del FC Seúl. El 29 de octubre, Ki anotó el gol de la victoria contra el rival más grande de Seúl, el Suwon Samsung Bluewings en el minuto 92 . Ki realizó una "Celebración de canguro", que dice ser la imitación de Emmanuel Adebayor, pero los fanes de Suwon argumentaron que se trataba de imitaciones de un 'pollo', que es como muchos fanes del Seúl llaman a Suwon. Él llevó al equipo a un nivel sin precedentes como subcampeón de la K-League, con 4 goles y 1 asistencia en 21 partidos.
En la primera parte de la temporada 2009, Ki anotó un gol en la derrota 6-1 del Chunnam Dragons. Hubo una fuerte especulación sobre un posible traspaso ante algún equipo europeo.

### Celtic
El 25 de agosto de 2009, se hizo público que el Celtic y el FC Seoul habían podido llegar a un acuerdo para que Ki formase parte del club escocés. Sin embargo, el agente del jugador dijo que un movimiento inmediato sería poco probable dado el éxito en aquellos momentos del FC Seoul en la liga y en la Liga de Campeones de la AFC. Tres días más tarde, el Celtic logró por 2,1 millones £ fichar a Ki en el mercado de invierno. El contrato se firmó el 13 de diciembre de 2009 después de que Ki pasase el reconocimiento médico y obtuviese un permiso de trabajo. Según los informes, rechazó una oferta del Portsmouth Football Club. Lleva el número 18 con "Ki" en su camiseta. Hizo su debut con el Celtic en el empate 1-1 contra el Falkirk en Celtic Park el 16 de enero de 2010, siendo nombrado como el jugador del partido en el sitio web oficial del Celtic. El 1 de agosto de 2010, marcó ante el Arsenal FC en un partido de pretemporada. Se convirtió rápidamente en uno de los favoritos de los seguidores del Celtic por su alta precisión en pases en profundidad y su capacidad a balón parado.

### Premier League
El 24 de agosto de 2012 fichó por el Swansea City de la Premier League inglesa por una cifra récord para el club.
El 31 de agosto de 2013, Ki se incorporó al Sunderland AFC cedido por una temporada con opción a regresar a Gales antes de su finalización.
El 29 de junio de 2018, el Newcastle United hizo oficial su incorporación procedente del Swansea City AFC para las próximas 2 temporadas. El equipo del norte de Inglaterra lo confirmó días después de la eliminación de su país del Mundial de Rusia 2018. Ki se convirtió en el segundo fichaje del verano después de la incorporación del portero eslovaco Martin Dúbravka que ya estuvo jugando como cedido en la anterior campaña.
Debutó contra el Chelsea el 26 de agosto de 2018 haciendo una buena actuación jugando los 90 minutos a pesar de que su equipo perdiera el partido por 2 goles a 1.
Dejó el club por mutuo acuerdo el 31 de enero de 2020.

### Breve paso por España y regreso a Seúl
El 25 de febrero de 2020 fichó por el R. C. D. Mallorca hasta final de temporada. Tras solo jugar un partido con el equipo isleño, el 21 de julio se hizo oficial su regreso al F. C. Seoul once años después de su marcha al fútbol europeo. Esta segunda etapa en el club finalizó a mediados de 2025, cuando se unió al F. C. Pohang Steelers.

## Selección nacional
Como internacional, ha jugado en el equipo nacional de Corea del Sur, tanto en la sub-20, como en la sub-23 y en la absoluta.
El 7 de junio de 2008, hizo su debut internacional en un partido de clasificación para la Copa Mundial de 2010 contra Jordania. El 1 de junio de 2010, Ki formaría parte de los 23 hombres de Corea del Sur que irían a la fase final de la Copa Mundial 2010, usando el dorsal 16, donde el cuadro asiático llegaría a octavos de final, perdiendo ante Uruguay. Ki jugaría los cuatro partidos de titular, debutando el 12 de junio de 2010 en Puerto Elizabeth en el Estadio Nelson Mandela Bay frente al combinado de Grecia.
En julio de 2012 fue incluido en la lista de 18 jugadores que representaron a Corea del Sur en el torneo de fútbol masculino de los Juegos Olímpicos de Londres 2012 y obtuvieron la medalla de bronce.
El 8 de mayo de 2014, el entrenador Hong Myung-bo lo incluyó en la lista final de 23 jugadores que competirían en la Copa Mundial de Fútbol de 2014, jugando todos los encuentros en donde lamentablemente, Corea del Sur empató ante su símil de Rusia, y perdiendo ante Argelia y Bélgica, despidiéndose de la justa mundialista en primera fase.
El 2 de junio de 2018, el seleccionador Shin Tae-yong lo incluyó en la lista de 23 para el Mundial. Ki jugó los partidos contra Suecia y contra México, como capitán del equipo, pero se perdió el choque contra Alemania por lesión que, a pesar de ganar 2-0 con goles de Kim Young-gwon y Son Heung-min, no logró pasar de la primera ronda.
El 30 de enero de 2019 anunció que se retiraba de la selección nacional, después de once años. Su último partido fue el 7 de enero ante Filipinas, en la inauguración de la Copa Asiática 2019 Emiratos Árabes Unidos, con victoria por 1-0 de Corea del Sur. Ki debió retirarse por una lesión en los músculos isquiotibiales.

### Participaciones en Copas del Mundo
| Mundial                        | Sede      | Resultado        |
| ------------------------------ | --------- | ---------------- |
| Copa Mundial de Fútbol de 2010 | Sudáfrica | Octavos de final |
| Copa Mundial de Fútbol de 2014 | Brasil    | Primera fase     |
| Copa Mundial de Fútbol de 2018 | Rusia     | Primera fase     |

### Goles internacionales
| #  | Fecha                    | Lugar                                              | Oponente               | Gol | Resultado | Competición                                |
| -- | ------------------------ | -------------------------------------------------- | ---------------------- | --- | --------- | ------------------------------------------ |
| 1  | 10 de septiembre de 2008 | Estadio Hongkou, Shanghái, China                   | Corea del Norte        | 1–1 | 1–1       | Clasificación para la Copa Mundial de 2010 |
| 2  | 11 de octubre de 2008    | Estadio Mundialista de Suwon, Suwon, Corea del Sur | Uzbekistán             | 1–0 | 3–0       | Amistoso                                   |
| 3  | 6 de junio de 2009       | Estadio Al Maktoum, Dubái, Emiratos Árabes Unidos  | Emiratos Árabes Unidos | 2–0 | 2–0       | Clasificación para la Copa Mundial de 2010 |
| 4  | 14 de octubre de 2009    | Estadio Mundialista de Seúl, Seúl, Corea del Sur   | Senegal                | 1–0 | 2–0       | Amistoso                                   |
| 5  | 25 de enero de 2011      | Estadio Thani bin Jassim, Doha, Catar              | Japón                  | 1–0 | 2–2       | Copa Asiática 2011                         |
| 6  | 13 de octubre de 2015    | Estadio Mundialista de Seúl, Seúl, Corea del Sur   | Jamaica                | 2–0 | 3–0       | Amistoso                                   |
| 7  | 17 de noviembre de 2015  | Nuevo Estadio Nacional de Laos, Vientián, Laos     | Laos                   | 1–0 | 5–0       | Clasificación para la Copa Mundial de 2018 |
| 8  | 17 de noviembre de 2015  | Nuevo Estadio Nacional de Laos, Vientián, Laos     | Laos                   | 2–0 | 5–0       | Clasificación para la Copa Mundial de 2018 |
| 9  | 6 de octubre de 2016     | Estadio Mundialista de Suwon, Suwon, Corea del Sur | Catar                  | 1–0 | 3–2       | Clasificación para la Copa Mundial de 2018 |
| 10 | 13 de junio de 2017      | Estadio Jassim Bin Hamad, Doha, Catar              | Catar                  | 1–2 | 2–3       | Clasificación para la Copa Mundial de 2018 |

## Clubes
| Club                         | País          | Año       |
| ---------------------------- | ------------- | --------- |
| F. C. Seoul                  | Corea del Sur | 2006-2009 |
| Celtic F. C.                 | Escocia       | 2010-2012 |
| Swansea City A. F. C.        | Gales         | 2012-2018 |
| Sunderland A. F. C. (cedido) | Inglaterra    | 2013-2014 |
| Newcastle United F. C.       | Inglaterra    | 2018-2020 |
| R. C. D. Mallorca            | España        | 2020      |
| F. C. Seoul                  | Corea del Sur | 2020-2025 |
| F. C. Pohang Steelers        | Corea del Sur | 2025-     |

## Palmarés

### Títulos nacionales
| Título                        | Club                  | País       | Año  |
| ----------------------------- | --------------------- | ---------- | ---- |
| Copa de Escocia               | Celtic F. C.          | Escocia    | 2011 |
| Scottish Premiership          | Celtic F. C.          | Escocia    | 2012 |
| Copa de la Liga de Inglaterra | Swansea City A. F. C. | Inglaterra | 2013 |